# Agrothereutes ramuli
Agrothereutes ramuli är en stekelart som först beskrevs av Tohru Uchida 1935.  Agrothereutes ramuli ingår i släktet Agrothereutes och familjen brokparasitsteklar. Inga underarter finns listade i Catalogue of Life.